# ルイス・ペレス・ビセンテ
ルイス・ペレス・ビセンテ（Luis Perez Vicente、1976年8月29日 - ）は、メキシコの男性プロボクサー。

## 来歴
- 1995年3月29日、プロデビューするがTKOで敗れ4連敗。
- 1996年11月6日、ビクター・ラミレスと戦い初勝利。
- 2003年3月1日、WBCラテンアメリカバンタム級王座に挑戦するが、王者Julio Zarateに8RTKOで敗れ王座獲得ならず。
- 2006年11月25日、FECARBOXスーパーバンタム級王者アンドレス・カブレラを降してタイトルを獲得。
- 2007年5月12日、前王者との再戦も判定で降し初防衛。
- 2007年8月10日、セルジオ・マヌエル・メディナと空位のWBOインターコンチネンタルスーパーバンタム級王座を争うが6RKO負けで獲得ならず。

## 獲得タイトル
- FECARBOXスーパーバンタム級王座